# Эпизод, где Эдди заселяется
«Эпизод, где Эдди заселяется» (англ. The One Where Eddie Moves In) — семнадцатая серия второго сезона, а также 41-й эпизод американского комедийного сериала «Друзья», впервые транслировался на NBC 22 февраля 1996 года.
У Джоуи новая квартира, а у Чендлера новый сосед. Моника нервничает из-за Росса, так как тот почти поселился у неё в квартире. А Фиби достаётся шанс прорваться в музыкальной карьере со своей песней про «Драного кота».
Чудаковатый сосед Чендлера — Эдди, впервые появляется в этой серии (актёр Адам Голдберг снимется далее ещё в 2 сериях, а также в спин-оффе «Джоуи»).
Данный эпизод занимает 156-е место в рейтинге среди всех 236-ти серий. Просмотр его премьеры составляет 30 миллионов.

## Сюжет
Джоуи всё-таки переезжает от Чендлера и теперь живёт в дорогой квартире. Моника, Рэйчел, Росс и Фиби приходят его навестить. Джоуи хвастается новыми вещами: стеклянными скульптурами, столиком-пантерой, подушкой с мехом как в Маппет-шоу и телефоном в туалете. Однако, он немного расстраивается, что Чендлер не навестил его. Во время телефонного разговора парни чувствуют себя неловко, но все проходит, когда начинается сериал «Спасатели Малибу».
Позже Джоуи признается Монике и Фиби, что ему скучно жить одному и он хотел бы вернуться к Чендлеру. В это же время Чендлеру сочувствуют Росс и Рэйчел, они уверяют, что Джоуи очень весело живётся и он никогда не вернётся назад. Чендлер решает взять нового соседа — Эдди. Джоуи ревнует к Эдди и ссорится с Чендлером. На следующий день Чендлер узнает, что Эдди не нравятся «Спасатели Малибу». Чендлер и Джоуи скучают друг по другу в своих квартирах.
Фиби замечает музыкальный продюсер и предлагает запись её песни — «Драный кот» (англ. Smelly Cat), а также снять на неё клип и, возможно, записать целый альбом. Фиби приходит в звукозаписывающую студию, записывает песню, объясняя продюсеру и бек-вокалисткам её глубокий смысл: «В общем, кот вонючий, но вы его любите» (англ. So, the cat stinks, but you love it). Позже, когда клип на песню готов и все друзья смотрят его, оказывается, что голос Фиби заменяют на профессиональную вокалистку (причем, сначала Фиби думает, что это она так красиво поёт). По телефону Фиби узнает, что её голос заменили, она отказывается работать с продюсером и осознает, что та вокалистка имеет такую же судьбу как и её «Драный кот» — она талантлива, но недостаточно красива для телевидения. Теперь эта песня принимает для Фиби новый смысл.
Росс теперь очень часто ночует у Рэйчел и Моника, чувствует будто снова живёт с братом, а в детстве ей это не доставляло удовольствия. После некоторых перепалок она говорит об этом Россу, тот в свою очередь не подозревал, что Моника страдала в детстве от его нападок.
В конце серии ребята сидят в кофейне, где Фиби исполняет «Драного кота», давая, при этом, каждому из друзей по строчке из песни.

## В Ролях

### Основной состав
- Дженифер Энистон — Рэйчел Грин
- Кортни Кокс — Моника Геллер
- Лиза Кудроу — Фиби Буффе
- Мэт Леблан — Джоуи Триббиани
- Мэтью Перри — Чендлер Бинг
- Девид Швимер — Росс Геллер

### Эпизодические роли
- Адам Голдберг — Эдди Фишер
- Ди Ди Решер — музыкальный продюсер
- Барри Хейнс — мужчина с капюшоном в кофейне
- Линда Латц — ужасная женщина в клипе

## Особенности сценария
- Чендлер Бинг без ума от актрисы сериала «Спасатели Малибу» — Ясмин Блит. На момент съёмок 2-го сезона, актёр Мэттью Перри встречался с Ясмин Блит[2].
- В данной серии показана гитара Фиби — красный Gibson. У Фиби довольно много гитар (около 4-х). Так, в первом сезоне она использовала Martin 0-18, а в этом сезоне — модели Yamaha и Guild[2].

## Музыка
В сцене, где Джоуи и Чендлер скучают друг по другу, играет песня «All By Myself» в исполнении Эрика Кармена.

## Приём
В оригинальном вещании США эпизод просмотрело 30,2 млн телезрителей.
В рейтинге Digital Spy данный эпизод занимает 156-е место среди всех 236-ти серий шоу.